# Monticola angolensis
Monticola angolensis е вид птица от семейство Muscicapidae.

## Разпространение
Видът е разпространен в Ангола, Ботсвана, Бурунди, Замбия, Зимбабве, Демократична република Конго, Малави, Мозамбик, Руанда и Танзания.